# Уильямсон, Гэвин
Гэвин Александр Уильямсон (англ. Gavin Alexander Williamson; род. 25 июня 1976, Скарборо, Норт-Йоркшир, Великобритания) — британский политик. Министр обороны Великобритании (2017—2019), министр образования (2019—2021). Министр без портфеля (октябрь—ноябрь 2022).

## Биография
Окончил со степенью бакалавра наук Брэдфордский университет, где изучал общественные науки.
По окончании университета начал карьеру на производстве, затем стал управляющим директором в архитектурном бюро, которое разработало проекты многих школ, а также различных зданий по частным и государственным заказам. Входил в совет попечителей местного бюро благотворительной организации Citizens Advice. В 2001 году избран в совет графства. Занимал должность управляющего директора в компании по производству каминов Elgin & Hall, откуда уволился в 2004 году из-за связи с сотрудницей. К 2010 году возглавлял отделение Консервативной партии в Сток-он-Тренте, где занимался производством керамики.

### Политическая карьера
В 2005 году Консервативная партия выдвинула кандидатуру Уильямсона на парламентских выборах в избирательном округе Северный Блэкпул и Флитвуд, но он потерпел поражение. Избран в Палату общин на выборах 6 мая 2010 года в округе Южный Стаффордшир. В 2011—2012 годах являлся парламентским личным секретарём младшего министра по делам Северной Ирландии Хьюго Свайра; с июля по сентябрь 2012 года исполнял обязанности парламентского личного секретаря министра по делам Северной Ирландии Оуэна Патерсона. В 2012—2013 годах состоял парламентским личным секретарём министра транспорта Патрика Маклохлина, в 2013 году занял ту же должность в аппарате премьер-министра Дэвида Кэмерона.
Не занимая значимых должностей, Уильямсон впервые привлёк к себе внимание в 2013 году, когда во время ответов Кэмерона на вопросы депутатов получил замечание от спикера Палаты общин Джона Беркоу за шумное поведение. Беркоу тогда следующим образом охарактеризовал обязанности парламентского личного секретаря премьер-министра: «Его роль заключается в том, чтобы кивать в нужных местах, доставать и носить бумаги — не требуется никакого шума».
7 мая 2015 года победил на очередных парламентских выборах в прежнем округе с результатом 59,4 % голосов, улучшив на 6,2 % свой успех 2010 года. Сильнейший из соперников, лейборист Кевин Макилдафф (Kevin McElduff), получил только 18,4 %.

### В правительствах Терезы Мэй
14 июля 2016 года при формировании кабинета Терезы Мэй назначен парламентским секретарём Казначейства и главным парламентским организатором большинства в Палате общин.
9 июня 2017 года сохранил свои должности при формировании второго кабинета Мэй.
2 ноября 2017 года после отставки Майкла Фэллона назначен министром обороны.
Первое важное выступление Уильямсона как министра обороны перед прессой состоялось 15 марта 2018 года и было посвящено отравлению бывшего двойного агента Скрипаля и его дочери нервно-паралитическим веществом. Обвинив российские власти в причастности к этому преступлению на территории Великобритании и комментируя реакцию России на высылку её дипломатов из Великобритании, Уильямсон заявил, что Россия должна «отойти в сторону и заткнуться» (to go away and shut up). Высказывание было неоднозначно воспринято прессой — в частности, «The Independent» назвала Уильямсона «продавцом каминов из Сток-он-Трента» и напомнила, что совсем недавно премьер-министр Тереза Мэй жаловалась на Россию, которая относится к Великобритании с сарказмом и полным презрением. Официальный представитель Министерства обороны России генерал-майор Игорь Конашенков назвал заявление Гэвина Уильямсона «риторикой базарной хабалки» и добавил, что такое высказывание британского министра «замечательно характеризует крайнюю степень его интеллектуальной импотенции»[значимость факта?], а министр иностранных дел России Сергей Лавров заявил, что Уильямсону, возможно, не хватает образования[значимость факта?].
1 мая 2019 года уволен с поста министра обороны по подозрению в причастности к утечке данных Совета национальной безопасности Великобритании о привлечении китайской компании Huawei к участию в проектах развития сети 5G в Великобритании. 4 мая 2019 года газета «Mail On Sunday» назвала реальной причиной отставки Уильямсона его утверждения в частных беседах, что диабет первого типа, которым страдает Тереза Мэй, не позволяет ей должным образом исполнять обязанности премьер-министра.

### В правительствах Бориса Джонсона
24 июля 2019 года при формировании правительства Бориса Джонсона назначен министром образования.
15 сентября 2021 года в ходе серии кадровых перемещений во втором кабинете Джонсона исключён из правительства.

### В правительстве Риши Сунака
25 октября 2022 года по завершении правительственного кризиса был сформирован кабинет Риши Сунака, в котором Уильямсон был назначен министром без портфеля.
8 ноября 2022 года ушёл в отставку из-за обвинений в грубости по отношению к подчинённым и коллегам.

## Личная жизнь
Уильямсон женат на Джоан Иланд (Joanne Eland), у супругов есть две дочери — Аннабель и Грейс.

## Награды
- Орден Британской империи степени Командора (4 августа 2016) — «за политические и государственные заслуги»[20].